# Hannah Stilley Gorby

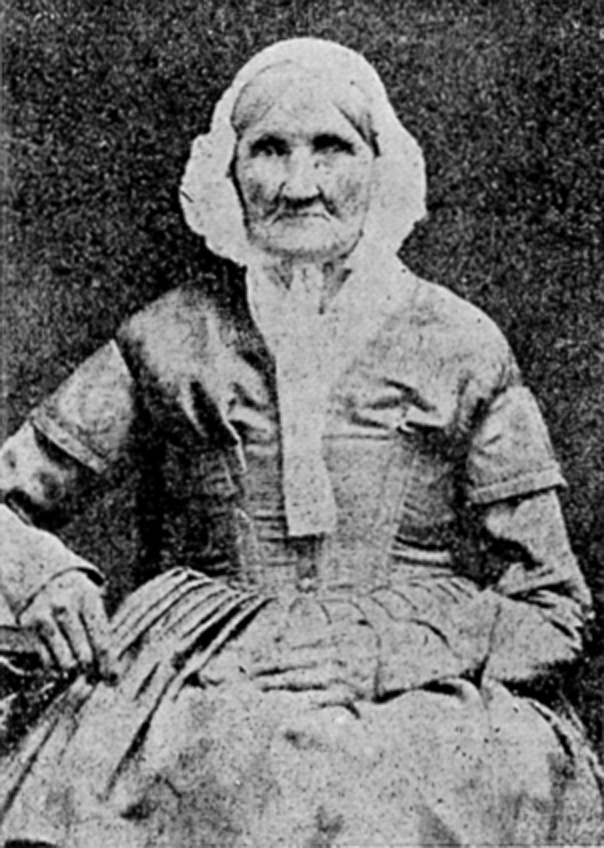
Hannah Stilley Gorby

Hannah Stilley Gorby (New Castle, 1746 – Brandywine, 1840) è ritenuta la donna nata nell'anno più remoto ad esser stata fotografata.

## Biografia
Hannah nacque nel 1746 (dieci anni prima di Mozart, 23 anni prima di Napoleone e 24 anni prima di Beethoven)  a New Castle, Delaware da Jonathan Stilley (1709-1765) e Magdalena Vandever (1718-1765): coloni americani dalle lontane origini svedesi. Aveva 7 sorelle e 4 fratelli.  Si sposò con Joseph Gorby (1749-1825) il 20 dicembre 1770 nella chiesa della Santissima Trinità di Wilmington, da cui ebbe 6 figli.

## La fotografia
La fotografia, un dagherrotipo, pare esser stata scattata intorno al 1840. Sono però molti i dubbi circa l'attendibilità delle informazioni e delle date. L'unica fonte per identificare il ritratto fotografico sembra essere il libro di Alva Gorby del 1936 "Famiglia Gorby. Origine, storia e genealogia". Nello stesso libro sono presenti alcuni errori, che mettono in dubbio l'attendibilità delle informazioni.
Nonostante ciò questa fotografia è considerata da molti come il ritratto della persona nata nell'anno più remoto.